# Santiago Alonso
Santiago Alonso Nuevo (Madrid, 18 de junio de 1978) es un actor, director de teatro y escritor, con más de 50 libretos estrenados y 8 libros publicados de teatro y poesía. Desde 2023 es concejal del Ayuntamiento de Alcalá de Henares por el Partido Popular.

## Biografía
Santiago Alonso nació el 18 de junio de 1978 en Madrid. Desde temprana edad se decantó por el arte escénico, aunque tuvo que estudiar una carrera por voluntad de sus padres, eligiendo Ingeniería técnica Informática de Sistemas. No obstante, aprovechó su periodo universitario para cursar como opcionales las asignaturas de Teoría e Historia del Teatro, Dramaturgia y pertenecer al grupo teatral de la Universidad de Alcalá. 
En 1997 se hace cargo del grupo de teatro del Colegio Lope de Vega de Alcalá de Henares, y funda la Academia Cannovaccio de Artes Escénicas. En 1999 comienza a dirigir los talleres teatrales de Pezuela de las Torres, y en el año 2001 dirige también talleres en Valdeavero, Villalbilla y Corpa. En 2003 viaja a Quito (Ecuador) donde publica su segundo poemario "Melancolía" y dirige diversos talleres en universidades y asociaciones culturales del país. En 2005 publica su tercer poemario "Desengaño" y dirige el área artística de la empresa Cervantalia Turismo Teatral, ocupándose de elaborar rutas teatralizadas y programas turístico-teatrales en la ciudad de Alcalá de Henares, coincidiendo con el centenario de la primera edición de El Quijote de Miguel de Cervantes. 
En 2008 se encarga de la dirección de talleres teatrales en una docena de municipios, participando en diversos programas de integración sociocultural a través del teatro. En 2012 publica "Descifrando Latidos" una recopilación de sus citas y poemas. Comienza a colaborar en el programa "Déjate de Historias" de esRadio, con un espacio semanal dedicado a la poesía. Dirige la Academia Santiago Alonso de Artes Escénicas a los que imparte clases anualmente, mientras continúa sus estudios e investigaciones sobre técnica teatral y lenguajes escénicos.
Comienza su andadura como actor a la edad de 11 años, participando en el Arts Festival de Galway (Irlanda) y en diversos montajes teatrales en Madrid. Su formación con diversos maestros de la técnica vocal, la dramaturgia, la interpretación y la expresión corporal en España e Iberoamérica completarán su formación, así como varios cursos anuales en la Universidad de Alcalá; compaginando su formación artística con su carrera universitaria como ingeniero técnico informático en Sistemas. 
Como actor, interpreta profesionalmente bajo la dirección de Luis Dorrego "La entretenida", de Miguel de Cervantes y "El valiente negro en Flandes", de Andrés de Claramonte. Y bajo la dirección de Mar Rebollo, el estreno mundial de "El rapto de Europa", de Max Aub. Participa en varios programas de TV y protagoniza diversos cortometrajes.
Como escritor, ha estrenado más de cincuenta libretos teatrales. En 1999 publica su primer poemario, "Sentimientos", al que le seguirán para cerrar la trilogía cíclica del amor: "Melancolía", en 2003 y "Desengaño" en 2005. Ambos títulos publicados en Ecuador. Es en el año 2012 cuando publica con el Grupo Éride su libro de citas y poemas "Descifrando Latidos", al que le seguirán dos publicaciones más dentro de la Colección Teatral VdB siglo XXI en 2014 y 2015: "Hogar, dulce hogar" y "Limosnas/Clínica Rural". Un drama y dos comedias. Limosnas, es estrenada en el Teatro Fígaro de Madrid el 2 de junio de 2015. Su pieza teatral "Caníbales" se incluye en la publicación "El tamaño no importa (VI)", piezas breves para jóvenes, que editan la Asociación de Autores de Teatro y Ediciones Antígona, en el año 2016. 
Como director escénico, ha dirigido talleres de teatro y teatro-terapia para la Dirección General de la Comunidad de Madrid, ayuntamientos de varias localidades madrileñas y castellano-manchegas. Se ha encargado de la dirección de varias compañías teatrales y la dirección de grupos en asociaciones culturales. Imparte clases desde 1997, formando en la técnica teatral. Su metodología, basada en diversos maestros, invita a sus alumnos a conocer todas las herramientas posibles, pero aprendiendo a utilizarlas en el momento adecuado. El Teatro Humano es uno de sus ensayos no publicados, con notas sobre sus clases en los más de 20 años como docente, trabajando con personas desde los 4 años de edad. Actualmente imparte clases en Alcalá de Henares, Villalbilla, Valdeavero y Nuevo Baztán.
En febrero de 2017, se hace cargo de la dirección de la Escuela de Teatro de la Casa de la Juventud de Nuevo Baztán, donde ya dirigía el Taller Municipal de Teatro de la Concejalía de Igualdad y Asuntos Sociales.
De octubre de 2018 a abril de 2022 dirige y presenta el programa de televisión "3,2,1... ¡TELÓN!" en Déjate de Historias TV, con tertulias y entrevistas a personalidades de las Artes Escénicas, así como teatro en vivo.

## Publicaciones de poesía y teatro
- "Sentimientos". Madrid: BSR; 1999. Género poético. ISBN 978-84-60595-93-9
- "Melancolía". Casa de la Cultura Ecuatoriana; 2003. Género poético. ISBN 978-9978-62-292-6
- "Desengaño". EcuaLibro; 2005. Género poético.
- "Descifrando Latidos". Éride Ediciones; 2012. Citas y poemas. ISBN 978-84-15425-97-7
- "Hogar, dulce hogar". VdB siglo XXI - n.º 8 Colección teatral. 2014.
- "Limosnas/Clínica Rural" . VdB siglo XXI - n.º 12 Colección teatral. 2015.
- "El tamaño no importa (VI)", con su pieza "Caníbales". VVAA. AAT y Ediciones Antígona; 2016. Teatro.
- "El tamaño no importa (VII)", con su pieza "Rumores". VVAA. AAT y Ediciones Antígona; 2017. Teatro

## Obras de teatro

### Adulto
- 2020 - Objetos Perdidos
- 2017 - Rumores
- 2016 – Ruido
- 2016 – Caníbales
- 2016 – No se lo cuentes a la portera
- 2015 – Limosnas (comedia)
- 2015 - ¡Ay si hubiera sido!
- 2014 - Pared con pared
- 2014 – Limosnas (microteatro)
- 2014 - Clínica Rural
- 2013 - El niño se casa
- 2013 - Cayó el telón
- 2013 - Cara o Cruz
- 2012 – Con la copla hemos topado
- 2012 - Y parió la abuela
- 2012 - Familia Numerosa
- 2012 - Apaga y vámonos
- 2011 - Luna de Miel
- 2011 - La Hipoteca
- 2010 - Poe ante el espejo
- 2010 - Hogar, dulce hogar
- 2009 - Volver a empezar
- 2009 - Cabecita Loca
- 2008 - Soltera por compromiso
- 2008 - El Regreso
- 2007 - Siempre nos quedará París
- 2007 - Invítame a salir
- 2006 – No digas ná
- 2006 - Mi nombre es Niní
- 2006 - La edad del Sueño
- 2005 - Aquí no hay playa
- 2005 - ¿Y si don Quijote hubiera sido mujer?
- 2004 - Mi querido fantasma
- 2004 - Mi marido es un drag-queen
- 2004 - Apartamento de verano
- 2003 - Ganas de reír
- 2003 - Adiós a la crisis
- 2002 – “El Hormiguero” o “Camino a la Eternidad”
- 2001 - Una pareja tremendamente feliz
- 2000 - La tarde que aprendimos a sonreír
- 1999 – Una herencia sin coherencia
- 1999 - Siempre se halla zurcido para todo descosido
- 1998 – Volverán las oscuras golondrinas
- 1997 - Migajas
- 1996 – Inspiración

### Juvenil
- 2020 - La Maraña
- 2019 - Santa Paciencia
- 2018 - Postureo
- 2016 – El misterio del Caserón
- 2015 – La Trampa
- 2013 – Los Miserables (Adaptación teatralizada)
- 2012 - Puzzle
- 2011 - Sola
- 2010 - ConciliArte
- 2009 - La Flor de la Verdad (Basado en Cuento Popular)
- 2008 - Haciendo el agosto
- 2003 - Esta noche armamos la gorda

### Infantil
- 2016 - El misterio del Caserón
- 2015 - ¡Salvemos el campamento!
- 2014 - Navidad Informática
- 2013 - El campamento misterioso
- 2012 - Teatrinolandia
- 2012 - La venganza del Rey Tuerto
- 2012 - El Bosque Encantado
- 2011 - El mejor amigo del mundo
- 2009 - El paraguas mágico
- 2008 - La Princesa Egoísta
- 2007 - Las aventuras de Parlanchina y Cotillón
- 2006 - La sopa de piedras (Basado en Cuento Popular)
- 2005 - La Ratina Parlanchina
- 2004 - La Cenicienta (Basado en Cuento Popular)
- 2002 - Caperucita Roja (Basado en Cuento Popular)
- 2001 - Aventura en el zoo
- 2000 - Ana y Gracia

## Afiliación
Es miembro de la Asociación de Autores y Autoras de Teatro (AAT), de la Asociación Colegial de Escritores (ACE), de la Sociedad General de Autores (SGAE), de CEDRO, de ASHUMES y de la Academia de Televisión y de las Ciencias y Artes del Audiovisual de España. Desde enero de 2018 es miembro de la Academia de las Artes Escénicas de España.

## Cargos
Entre 2013 y 2022, fue secretario general de la Peña Periodística Primera Plana, encargados de entregar anualmente los "Premios Naranja y Limón".
En las elecciones municipales del 28 de mayo de 2023 fue elegido concejal del Excmo. Ayuntamiento de Alcalá de Henares por el Partido Popular.
Concejal delegado de Cultura, Bibliotecas, Archivo, Igualdad y Diversidad del Excmo. Ayuntamiento de Alcalá de Henares.
Vocal de la Federación de Municipios de Madrid del Consejo de Cultura de la Comunidad de Madrid.
Secretario de Cultura, Turismo, Patrimonio e Igualdad del Comité Ejecutivo del Partido Popular de Alcalá de Henares.
Presidente del Partido Popular de Valdeavero.